# Herrarnas hopp i gymnastik vid olympiska sommarspelen 2004
Herrarnas hopp i gymnastik vid olympiska sommarspelen 2004 avgjordes den 14 och 23 augusti i O.A.C.A. Olympic Indoor Hall.

## Medaljörer
| Gren           | Guld                    | Silver                        | Brons                      |
| Herrarnas hopp | Gervasio Deferr Spanien | Jevgēņijs Saproņenko Lettland | Marian Drăgulescu Rumänien |

## Resultat

### Final
| Placering | Gymnast                  | Nr    | Start- värde | Schweiz (SUI) | Japan (JPN) | Venezuela (VEN) | Italien (ITA) | Portugal (POR) | Puerto Rico (PUR) | Straff | Genomsnitt | Totalt |
| --------- | ------------------------ | ----- | ------------ | ------------- | ----------- | --------------- | ------------- | -------------- | ----------------- | ------ | ---------- | ------ |
|           | Gervasio Deferr (ESP)    | 1     | 9.90         | 9.65          | 9.65        | 9.75            | 9.70          | 9.70           | 9.70              | —      | 9.687      | 9.737  |
| 2         | Gervasio Deferr (ESP)    | 9.90  | 9.70         | 9.75          | 9.80        | 9.80            | 9.80          | 9.80           | —                 | 9.787  |            | 9.737  |
|           | Evgeni Sapronenko (LAT)  | 1     | 10.00        | 9.70          | 9.75        | 9.65            | 9.70          | 9.75           | 9.70              | —      | 9.712      | 9.706  |
| 2         | Evgeni Sapronenko (LAT)  | 10.00 | 9.70         | 9.75          | 9.70        | 9.70            | 9.70          | 9.70           | —                 | 9.700  |            | 9.706  |
|           | Marian Drăgulescu (ROU)  | 1     | 10.00        | 9.90          | 9.90        | 9.90            | 9.95          | 9.90           | 9.85              | —      | 9.900      | 9.612  |
| 2         | Marian Drăgulescu (ROU)  | 9.90  | 9.00         | 9.10          | 9.50        | 9.25            | 9.50          | 9.45           | —                 | 9.325  |            | 9.612  |
| 4         | Kyle Shewfelt (CAN)      | 1     | 9.90         | 9.65          | 9.70        | 9.70            | 9.75          | 9.65           | 9.70              | —      | 9.687      | 9.599  |
| 4         | Kyle Shewfelt (CAN)      | 2     | 9.90         | 9.50          | 9.45        | 9.55            | 9.55          | 9.45           | 9.55              | —      | 9.512      | 9.599  |
| 5         | Filip Janev (BUL)        | 1     | 9.90         | 9.65          | 9.60        | 9.65            | 9.60          | 9.55           | 9.65              | —      | 9.625      | 9.581  |
| 5         | Filip Janev (BUL)        | 2     | 9.90         | 9.55          | 9.55        | 9.55            | 9.50          | 9.55           | 9.50              | —      | 9.537      | 9.581  |
| 6         | Róbert Gál (HUN)         | 1     | 9.90         | 9.50          | 9.65        | 9.40            | 9.50          | 9.55           | 9.55              | —      | 9.525      | 9.537  |
| 6         | Róbert Gál (HUN)         | 2     | 9.90         | 9.55          | 9.55        | 9.55            | 9.60          | 9.50           | 9.55              | —      | 9.550      | 9.537  |
| 7         | Li Xiaopeng (CHN)        | 1     | 9.90         | 8.90          | 9.15        | 9.10            | 9.00          | 9.10           | 9.10              | —      | 9.075      | 9.368  |
| 7         | Li Xiaopeng (CHN)        | 2     | 10.00        | 9.65          | 9.70        | 9.65            | 9.70          | 9.65           | 9.65              | —      | 9.662      | 9.368  |
| 8         | Aleksej Bondarenko (RUS) | 1     | 10.00        | 9.00          | 9.20        | 9.35            | 9.00          | 9.00           | 9.20              | —      | 9.100      | 4.550  |
| 8         | Aleksej Bondarenko (RUS) | 2     | 0.00         | 0.00          | 0.00        | 0.00            | 0.00          | 0.00           | 0.00              | —      | 0.000      | 4.550  |